# Avre (affluent de l'Eure)
Pour les articles homonymes, voir Avre.
L'Avre (nom féminin) est une rivière française qui prend sa source dans la région naturelle du Perche. Elle sert de frontière naturelle entre les régions Normandie et Centre-Val de Loire. L'Avre est un affluent en rive gauche de l'Eure, donc sous-affluent de la Seine.

## Géographie
L'Avre a une longueur de 80 km.
Elle prend sa source à 276 mètres d'altitude, dans la forêt domaniale du Perche. Elle conflue sur la commune de Montreuil, à 74 mètres d'altitude, près du lieu-dit le Moulin à Papier.
Elle arrose notamment Verneuil-sur-Avre. Elle a constitué la frontière du duché de Normandie, avec des forteresses en plusieurs endroits, notamment à Verneuil, Tillières-sur-Avre et Nonancourt.
Son bassin versant (917 km2) fait l'objet d'un schéma d'aménagement et de gestion des eaux (SAGE) en cours d'élaboration sur quatre-vingt-dix-sept (97) communes réparties dans trois départements, Eure, Eure-et-Loir et Orne.
C'est dans son bassin que sont captées des sources dont les eaux sont acheminées par l'aqueduc de l'Avre pour les besoins en eau potable de Paris.

### Départements et communes traversés
Dans les trois départements de l'Orne, de l'Eure et d'Eure-et-Loir, l'Avre traverse trente-deux communes. Dans le sens amont vers aval :

#### Département de l'Orne
Bubertré (source), Prépotin, Bresolettes, Randonnai, Irai, Beaulieu

#### Départements de l'Eure et d'Eure-et-Loir
- Eure : Chennebrun, Armentières-sur-Avre, Saint-Christophe-sur-Avre, Saint-Victor-sur-Avre
- Eure-et-Loir : Boissy-lès-Perche
- Eure : Pullay, Verneuil-sur-Avre, Bâlines
- Eure-et-Loir : Rueil-la-Gadelière
- Eure : Courteilles
- Eure-et-Loir : Montigny-sur-Avre
- Eure : Tillières-sur-Avre
- Eure-et-Loir : Bérou-la-Mulotière
- Eure : Breux-sur-Avre, Acon
- Eure-et-Loir : Dampierre-sur-Avre
- Eure : Nonancourt
- Eure-et-Loir : Saint-Lubin-des-Joncherets, Saint-Rémy-sur-Avre
- Eure : Saint-Germain-sur-Avre, Mesnil-sur-l'Estrée
- Eure-et-Loir : Vert-en-Drouais
- Eure : Muzy
- Eure-et-Loir : Dreux
- Eure : Saint-Georges-Motel
- Eure-et-Loir : Montreuil (confluence).

L'Avre, d'amont en aval
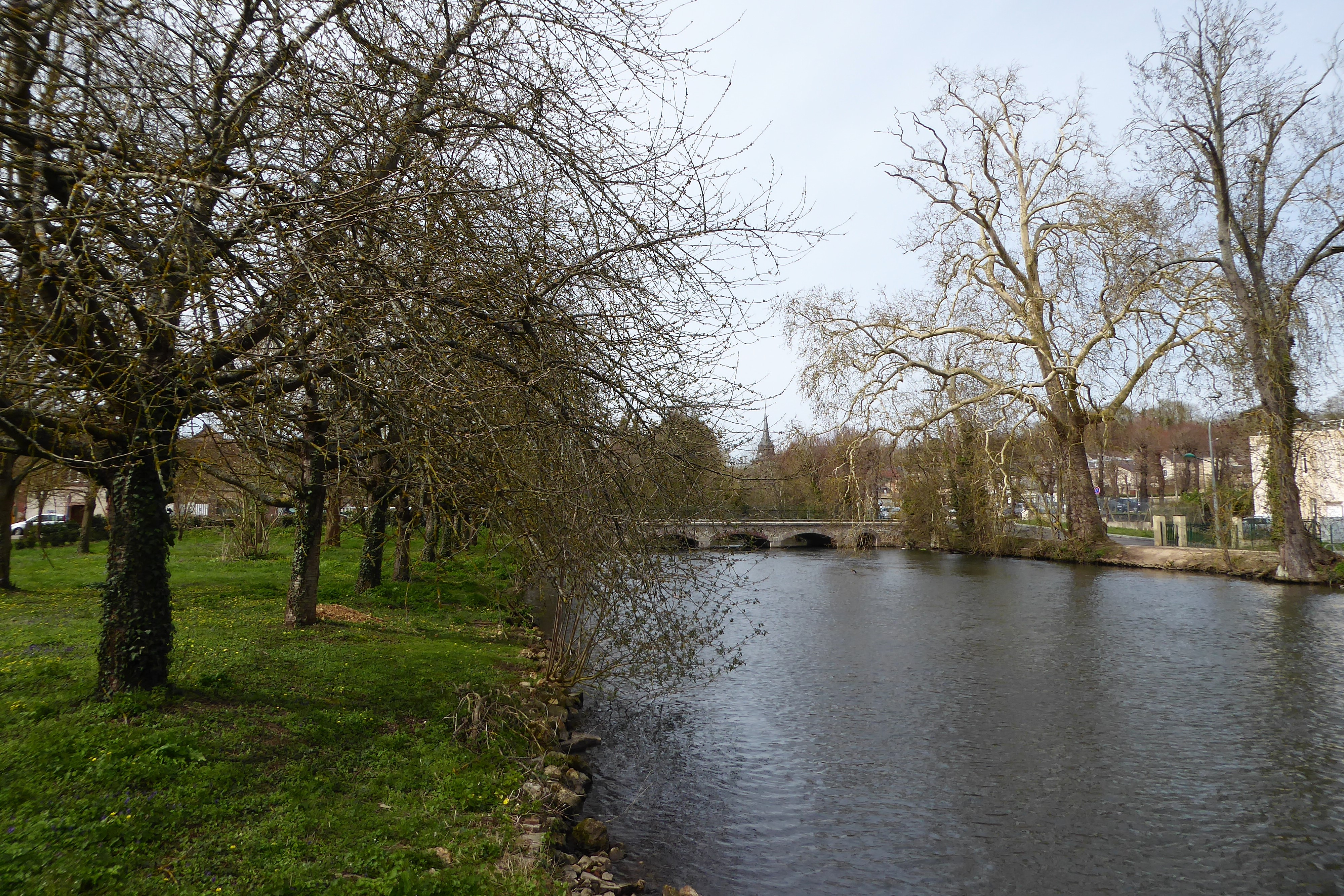
Saint-Lubin-des-Joncherets Vue amont du château.
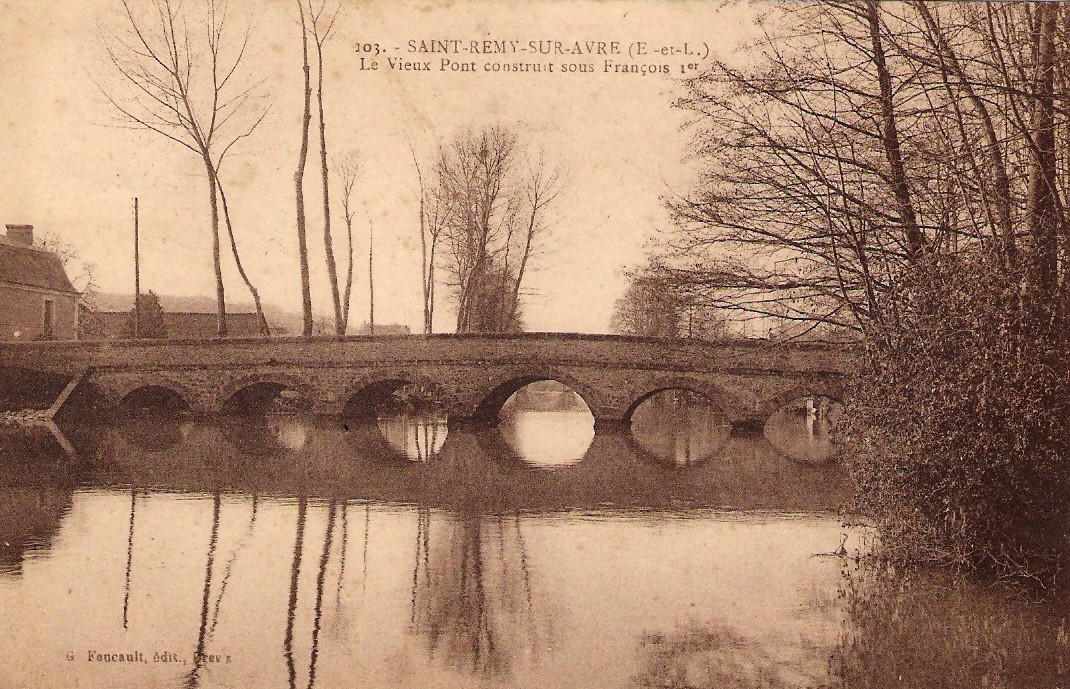
Saint-Rémy-sur-Avre "Le Vieux Pont construit sous François 1er".

Concernant les cantons et arrondissements, l'Avre prend source dans le canton de Tourouvre, traverse l'ancien canton de L'Aigle-Est, le canton de Verneuil-sur-Avre, les anciens cantons de la Ferté-Vidame, Brezolles et Nonancourt, conflue dans l'ancien canton de Dreux-Ouest, le tout dans les arrondissements de Mortagne-au-Perche, d'Évreux et de Dreux.

### Toponymes
L'Avre a donné son hydronyme aux dix communes suivantes : Armentières-sur-Avre, Breux-sur-Avre, Dampierre-sur-Avre, Montigny-sur-Avre, Saint-Christophe-sur-Avre, Saint-Germain-sur-Avre, Saint-Rémy-sur-Avre, Saint-Victor-sur-Avre, Tillières-sur-Avre, Verneuil-sur-Avre.

### Bassin versant
Les bassins versants voisins sont celui de l'Iton au nord, de l'Huisne au sud-ouest, de l'Eure au sud et à l'est. L'Avre traverse sept zones hydrographiques : « 'Le ruisseau du Buternay de sa source au confluent de l'Avre (exclu)' (H422), 'La Meuvette de sa source au confluent de l'Avre (exclu)' (H424), 'L'Avre de sa source au confluent du ruisseau du Buternay (exclu)' (H421), 'L'Avre du confluent du ruisseau du Buternay (exclu) au confluent de la Meuvette' (H423), 'L'Avre du confluent de la Meuvette (exclu) au confluent de l'Eure (exclu)' (H425), 'L'Eure du confluent de l'Avre (exclu) au confluent de la Vesgre (exclu)' (H426), 'L'Eure du confluent de la Blaise (exclu) au confluent de l'Avre (exclu)' (H420) ». Ce bassin versant est constitué à 74.29 % de territoires agricoles, à 22.17 % de forêts et milieux semi-naturels, à 3.35 % de territoires artificialisés, à 0.15 % de surfaces en eau.
Le bassin versant de 970 km2 compte environ 47 000 habitants.

### Organisme gestionnaire
L'organisme gestionnaire est le SIVA ou syndicat intercommunal de la Vallée d'Avre, créé en 1967 avec vingt-quatre communes et désormais avec trente-trois communes, dont Dreux et dont le siège est à Nonancourt. Ce syndicat a émis le souhait en octobre 2007 d'évoluer vers un EPTB ou Établissement Public Territorial de Bassin. Un SAGE ou schéma d'aménagement et de gestion des eaux est en cours depuis 2005 et mis en œuvre.

## Affluents
L'Avre a vingt-cinq tronçons affluents référencés mais avec de nombreux bras dont les suivants :
- le ruisseau de la Neigerie (rg[note 1]), 2,9 km sur les quatre communes de Soligny-la-Trappe, Les Aspres, Bresolettes, Randonnai ;
- Rivière de Saint-Maurice (rd), 10,4 km sur cinq communes qui conflue entre Saint-Chritophe-sur-Avre et Armentières-sur-Avre, avec deux affluents ;
- ruisseau de la Gohière (rd), 11 km sur cinq communes avec deux affluents[7] ;
- le ruisseau du Buternay (rd), 24,1 km sur neuf communes qui conflue sur la commune de Rueil-la-Gadelière, avec cinq tronçons affluents ;
- la Meuvette (rd), 32,8 km sur douze communes qui conflue à Dampierre-sur-Avre, avec sept tronçons affluents ;
- la Pluche (rd), 12,5 km sur trois communes qui conflue à Saint-Rémy-sur-Avre avec deux affluents[8] ;
- le Ruet (rg), 17,6 km sur cinq communes sans affluent[9] ;
- le ruisseau Saint-Maurice, 6,9 km sur les deux communes de Muzy et Saint-Georges-Motel, qui est en fait un bras et un défluent de l'Avre ;
- la Coudanne (rg), 22,4 km sur huit communes qui conflue à Saint-Georges-Motel avec un affluent :
  - le Fossé Rouge de 6,9 km sur deux communes sans affluent référencé.

## Hydrologie

### L'Avre à Muzy
Le débit de l'Avre a été observé sur une période de 44 ans (1971-2014), à Muzy, localité du département de l'Eure située tout près de son confluent avec l'Eure . Le bassin versant de la rivière y est de 880 km2 sur un total de 914, et à 81 m d'altitude. Les chiffres suivants portent donc sur plus de 96 % du bassin versant total.
Le module de la rivière est de 3,46 m3/s.
L'Avre présente des fluctuations saisonnières peu marquées. Les hautes eaux se situent en hiver, et portent le débit mensuel moyen à un niveau de 4,35 à 5,45 m3/s, de janvier à avril inclus (avec un maximum en février), et les basses eaux en été, de juillet à septembre, avec une baisse du débit moyen mensuel jusqu'à 1,99 m3 au mois d'août, ce qui reste confortable. Mais ces moyennes mensuelles cachent des variations bien plus importantes sur de courtes périodes.

### Étiage ou basses eaux
En période d'étiage, le VCN3 ou débit minimal du cours d'eau enregistré pendant trois jours consécutifs sur un mois, peut chuter jusque 1,1 m3, en cas de période quinquennale sèche.

### Crues
L'Avre, comme l'Eure, peut avoir des crues assez marquées. Le QIX 2 et le QIX 5 valent respectivement 15 et 20 m3/s. Le QIX 10 est de 23 m3/s. Quant au QIX 20 et QIX 50, ils valent respectivement 27 et 31 m3/s.
Le débit instantané maximal enregistré a été de 31,1 m3/s le 23 mars 2001, tandis que la valeur journalière maximale était de 30,3 m3/s à la même date. En comparant le premier de ces chiffres avec l'échelle des QIX de la rivière, il ressort que cette crue était d'ordre cinquantennal, destinée à ne se répéter que tous les 50 ans en moyenne.

### Lame d'eau et débit spécifique
La lame d'eau écoulée dans le bassin de l'Avre est de 124 millimètres annuellement, ce qui est très peu, très inférieur à la moyenne d'ensemble de la France ainsi qu'à la moyenne de la totalité du bassin versant de la Seine (240 mm). Le débit spécifique (ou Qsp) atteint 3,9 litres par seconde et par kilomètre carré de bassin.

## Étymologie
Le nom « Avre », abra en latin - d'origine gauloise - signifie « cours d'eau », « rivière ». Charles le Chauve, dans un diplôme de l'année 842 et Guillaume de Jumièges au XIe siècle le nomment fluvius Arvae. Benoît Le Trouvère dans sa chronique sur les ducs de Normandie lui donne le même nom, « Avre » en français. On trouve encore en 1203 et en 1209 Ervia et enfin Avre en 1505.
Sur certaines cartes anciennes, on peut lire Aure  car les graphies v et u ont longtemps été similaires.

## Aménagements et écologie

### Faune et flore
L'Avre est classée en première catégorie sur l'ensemble de son parcours, les salmonidés dominant. Bien que de nombreuses berges soient privées, quelques kilomètres sont offerts aux pêcheurs à proximité de Dreux et de Saint-Rémy-sur-Avre.
Les résultats d'une pêche électrique réalisée en 2005 par l'association de pêche sportive de Dreux, les pêcheurs drouais, sont plus qu'encourageants. En effet, les espèces de poissons présentes sont au nombre de douze, dont notamment la présence significative de lamproie de Planer, qui est une espèce d'intérêt communautaire et l'évolution croissante du nombre de truites fario.
On peut noter aussi la présence de nombreuses renoncules aquatiques, signe d'une bonne qualité de l'eau.

### Associations agréées de pêche et de protection des milieux aquatiques (AAPPMA)
L'Avre est couverte par six AAPPMA, trois dans le département de l'Eure et trois en Eure-et-Loir :
- dans l'Eure, L'Hameçon Chennebrunnois à Chennebrun près de Verneuil-sur-Avre, La Truite Tillèroise à Tillières-sur-Avre et La Truite Avraise à Nonancourt ;
- en Eure-et-Loir, Les Pêcheurs Drouais à Dreux[11], Les Pêcheurs Rémois à Saint-Rémy-sur-Avre[12] et, pour la Meuvette, principal affluent droit de l'Avre, L'Hameçon Brezollien à Brezolles[13].

L'Avre est un cours de première catégorie, dans laquelle on trouve peu de truite fario, mais « avant tout des cyprins d'eau vive (chevesne, vandoise, vairons) et des carnassiers comme la perche et le brochet ».